# デザートヘアリースコーピオン
デザートヘアリースコーピオン（学名：Hadrurus arizonensis）は、サソリ目に分類されるサソリの一種。北アメリカ大陸に分布する。英名からジャイアントデザートヘアリースコーピオンとも呼ばれる。

## 分布と生息地
ソノラ砂漠とモハーヴェ砂漠全体に分布する。メキシコでは、ソノラ州とバハ・カリフォルニア州のカリフォルニア湾に面した地域で見られる。米国では、アリゾナ州の西部3分の2 、カリフォルニア州南部のコロラド砂漠とモハーヴェ砂漠、ネバダ州南部、ユタ州南西部に分布する。標高900 - 1800 mの砂漠の谷やその周辺、小さな洞窟、割れ目に生息し、特に高温で乾燥した気候に適応している。郊外にも進出し、植物の付近や芝生で見られる場合もある。同所的に生息する種としては、デューンスコーピオン(Smeringurus mesaensis)、イエローデビルスコーピオン(Paravaejovis confusus)、ストライプテールスコーピオン(Paravaejovis spinigerus)などがある。

## 形態

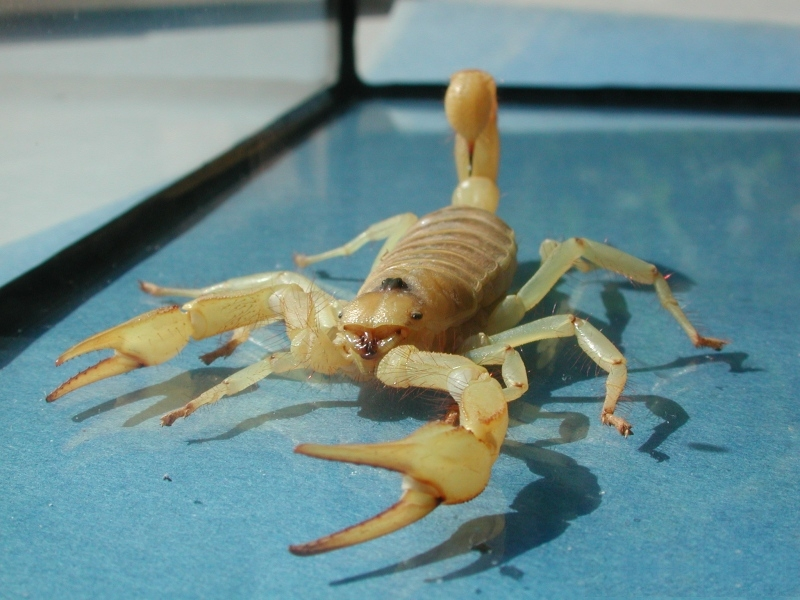
背中の黄色い個体。Hadrurus arizonensis pallidus という亜種である

北米最大のサソリであり、全長は平均で14 cmに達する。体色は通常黄色で、背面は黒いが、黒くない個体も一定数いる。一般名は茶色の毛に由来し、この毛は土中の振動を感知するのに役立つ。雌は幅広でずんぐりしており、雄はハサミが大きい。類似種に Hadrurus spadix があり、背中だけでなく頭部も黒いことで見分けられる。

## 生態
地中に最大2.5 mの巨大な穴を掘るが、湿気のある岩の下でもよく見られる。夜行性であり、昼間は巣穴や石の下に留まり、夜間に昆虫、クモ、別種のサソリ、小型脊椎動物などを捕食する。オオムカデ科のScolopendra heros は競争相手であり、天敵でもある。またトカゲやフクロウにも捕食される。刺激されると攻撃的になる。繁殖期は特に決まっておらず、6 - 12ヶ月の長い妊娠期間を経て25 - 35匹の仔を産む。仔は最初の脱皮をするまで、1 - 3週間母親の背中に留まる。4 - 6回の脱皮を経て4年で成体になり、野生では7 - 10年、飼育下では15 - 20年生きる。

## 毒性
中型のサソリだが、毒はそれほど強力ではなく、刺されたときの痛みはミツバチと同じくらいだと一般的に考えられる。毒の半数致死量は168mg/kgである。まれにアレルギー反応を起こし、呼吸困難、腫れ、長時間の痛みなどを引き起こすことがある。ただし毒は致命的なものではない。